# Lanzenneunforn
Lanzenneunforn, schweizerdeutsch Lanzenüüfere, ist eine ehemalige Ortsgemeinde und eine Ortschaft der Gemeinde Herdern im Bezirk Frauenfeld des Kantons Thurgau in der Schweiz.
Lanzenneunforn gehörte von 1816 bis 1997 als Ortsgemeinde zur Munizipalgemeinde Herdern. Am 1. Januar 1998 fusionierte Lanzenneunforn im Rahmen der Thurgauer Gemeindereform zur politischen Gemeinde Herdern.

## Geographie
Die Ortschaft Lanzenneunforn liegt auf 562 m ü. M. Die landwirtschaftlich geprägte Gegend erstreckt sich über den sanfthügeligen Seerücken zwischen Mammern und Dettighofen. Zur Ortsgemeinde gehörte das Dorf Lanzenneunforn mit den Weilern Ammenhausen, Kugelshofen, Schweikhof und Wilen.

## Geschichte

Lanzenneunforn im Jahr 1959

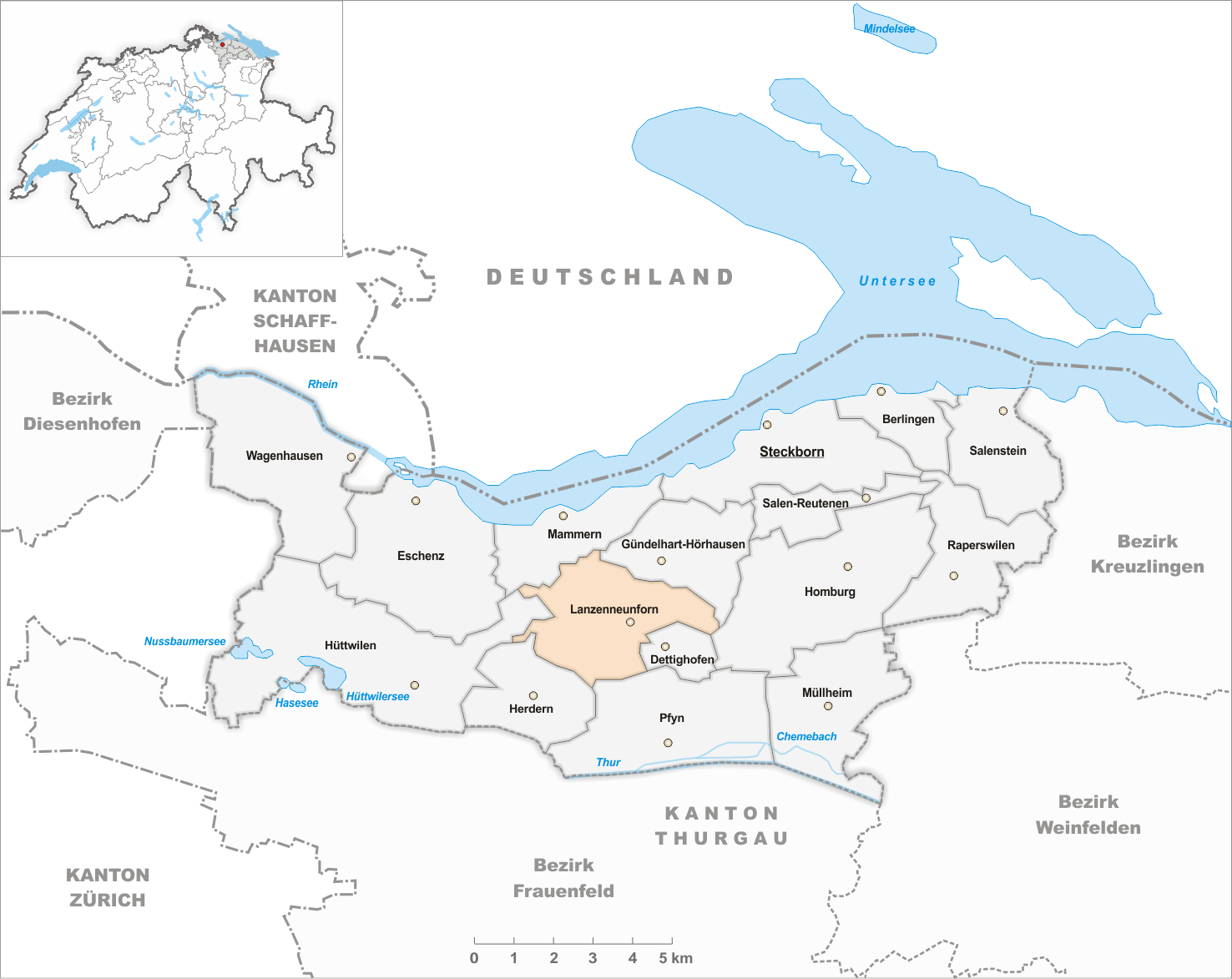
Gemeindestand vor der Fusion im Jahr 1998

Lanzenneunforn liegt an der Römerstrasse Pfyn–Eschenz. Der Ort wurde 1332 als Núforon erstmals erwähnt. Die Vogtei Lanzenneunforn gehörte zur Herrschaft Liebenfels, einem Lehen des Domkapitels Konstanz. Im 14. Jahrhundert war die Herrschaft im Besitz der konstanzischen Ministerialen von Liebenfels. 1395 kam sie an die Familien von Tettikofen, 1463 an Hans Lanz von Liebenfels und 1572 an die Familie von Gremmingen. Das Kloster St. Urban übernahm 1653 Liebenfels samt der niedergerichtlichen Appellation.
Lanzenneunforn war stets nach Pfyn kirchgenössig und blieb 1528 katholisch. Um 1740 wurde eine Kapelle erbaut.
Im Hochmittelalter wurde Viehzucht betrieben; hinzu kamen Wiesen, Acker-, Obst- und Rebbau. Unter den Gewerben fand sich um 1850 eine Seidenraupenzucht, 1862 eine Holzsohlenfabrik. Im 20. Jahrhundert kamen eine Käserei, eine Gärtnerei, eine Schreinerei, eine Bank und eine Autowerkstatt hinzu. 1986 erstellte die Schulgemeinde Dettighofen-Lanzenneunforn eine Mehrzweckhalle.

## Wappen
Blasonierung: In Rot mit weissem Flügel (Adlerflug).
Das Wappen entspricht dem Wappen der Lanzen von Liebenfels.

## Bevölkerung
| Jahr         | 1850  | 1900  | 1950  | 1990  | 2000  | 2010  | 2018  | 2023  |
| Ortsgemeinde | 399   | 294   | 361   | 356   |       |       |       |       |
| Ortschaft    |       |       |       |       | 295   | 313   | 430   | 459   |
| Quelle       | [ 4 ] | [ 4 ] | [ 4 ] | [ 4 ] | [ 6 ] | [ 7 ] | [ 2 ] | [ 8 ] |

Von den insgesamt 459 Einwohnern der Ortschaft Lanzenneunforn am 31. Dezember 2023 waren 68 bzw. 14,8 % ausländische Staatsbürger. 142 (30,9 %) waren römisch-katholisch und 131 (28,5 %) evangelisch-reformiert.

## Sehenswürdigkeiten
Einen Kilometer nordwestlich von Lanzenneunforn bewacht Schloss Liebenfels die alte Verbindungsstrasse zum Bodensee entlang dem Schneizebach.
Die abgebildeten drei Bauten sind in der Liste der Kulturgüter in Herdern aufgeführt:

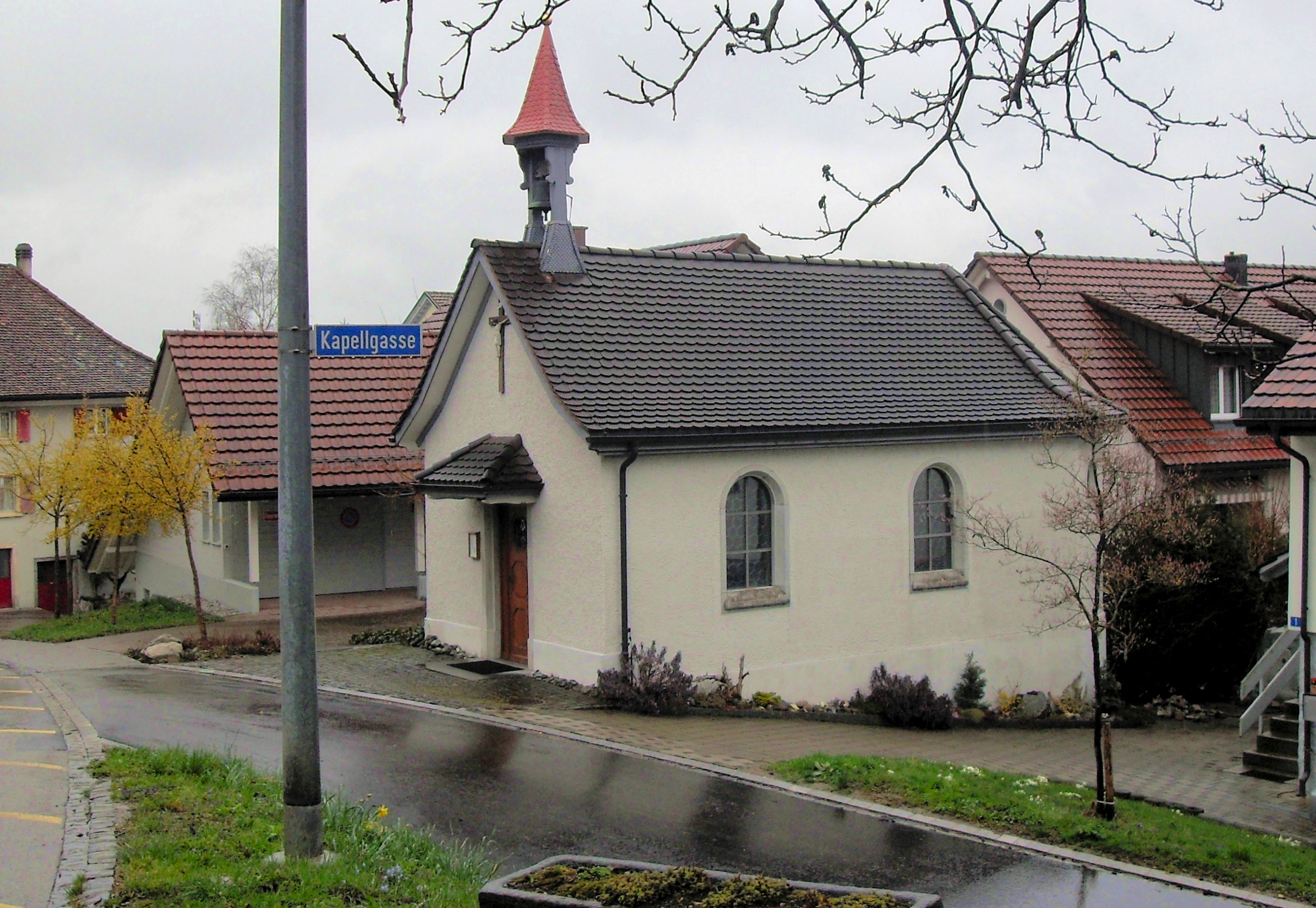
Katholische Kapelle Lanzenneunforn
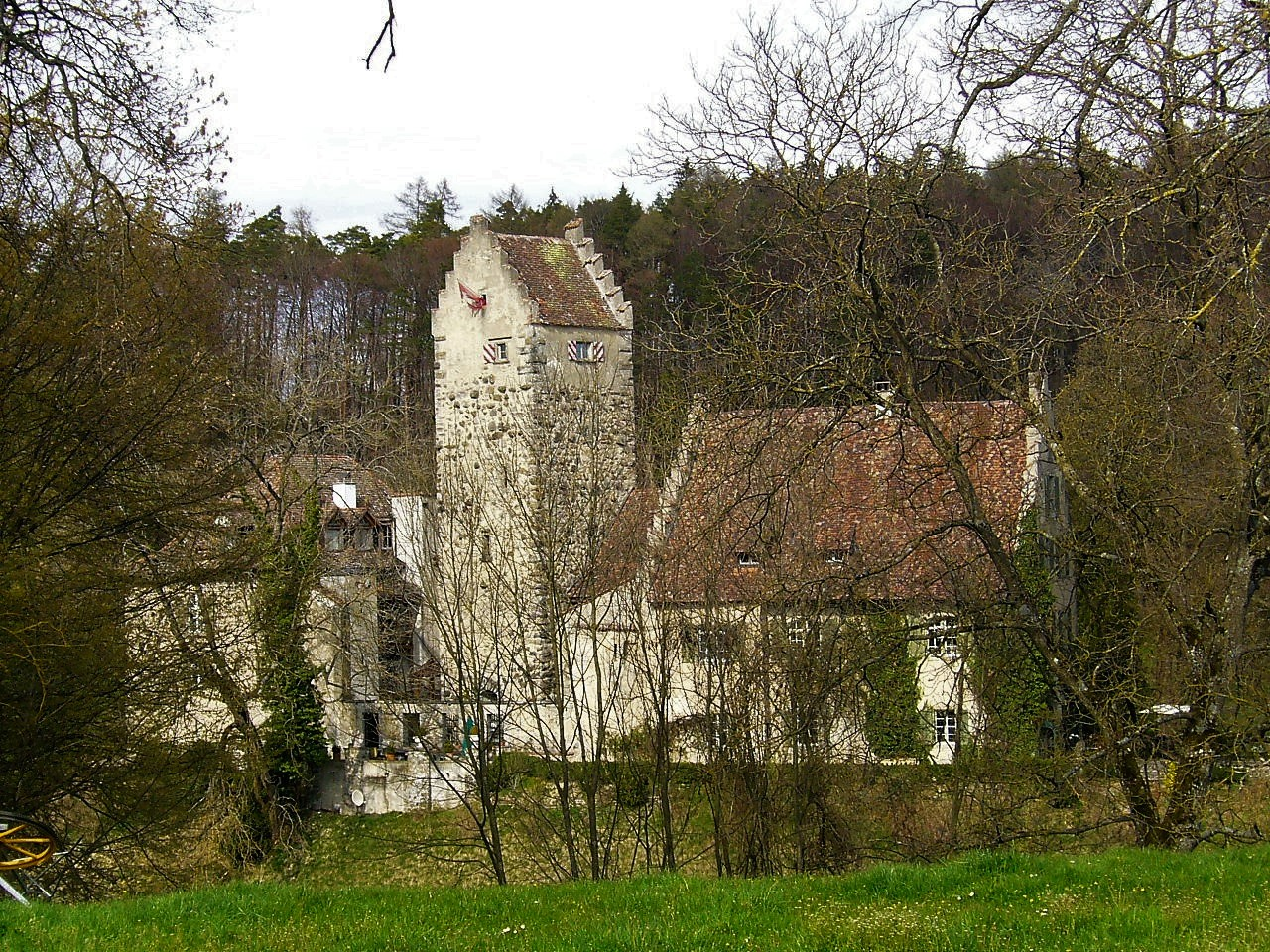
Schloss Liebenfels
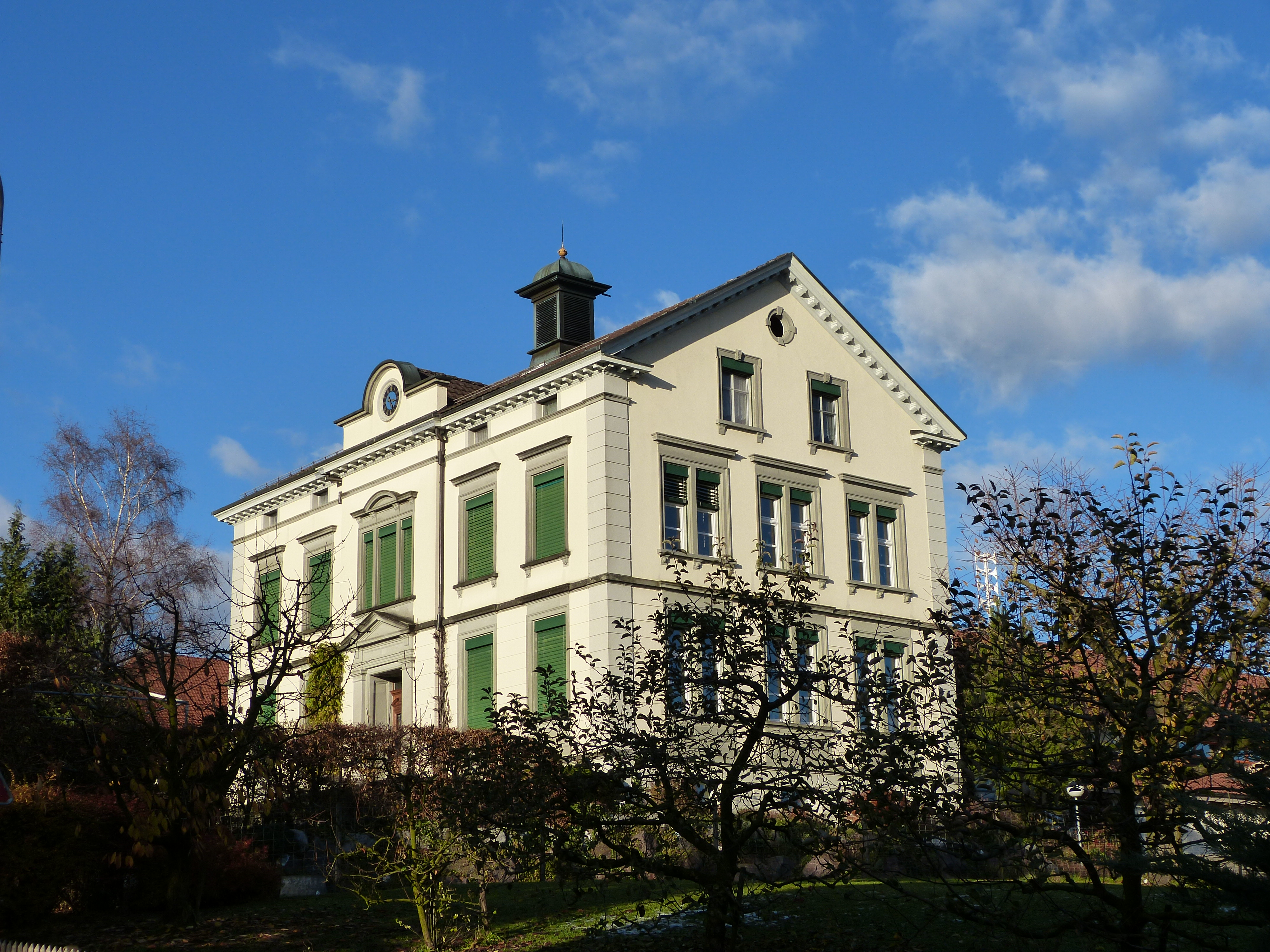
Altes Schulhaus